# Новий дім
«Новий дім» (рос. «Новый дом») — білоруський радянський художній фільм 1947 року режисера Володимира Корш-Сабліна.

## Сюжет
Голова колгоспу Марія Степанівна, колишня партизанка, углядівши порожню ділянку, вирішує розширити за рахунок неї посівні площі. Цю ж ділянку вподобав голова сусіднього колгоспу — старий партизан Вишняк, який мріяв збудувати на цій землі добротні будинки з цегли. Суперечка голів вирішує гвардії капітан Іван Вишняк, який саме цього часу повернувся у рідне село. Йому сподобалася Марія Степанівна і він має намір жити з майбутньою дружиною в новому цегляному будинку при хороших урожаїв.

## У ролях
- Віктор Хохряков — Кузьма Тимофійович Вешняк, голова колгоспу «Вперед»
- Євген Самойлов — капітан Іван Вешняк
- Лідія Смирнова — Марія Степанівна Чередникова, голова колгоспу «Молода гвардія»
- Леонід Кміт — старшина Фокін, сапер
- Костянтин Сорокін — Степан Петрович Полойка
- Микола Черкасов — Михайло Андрійович Костоусов, академік архітектури
- Микола Боголюбов — Василь Федорович, голова облвиконкому
- Тетяна Баришева — дружина Вешняка
- Борис Рунге — Мінька, молодший син Вешняка
- Володимир Дедюшко — головаПредседатель РВКа

## Творча група
- Сценарій: Євген Помєщиков
- Режисер: Володимир Корш-Саблін
- Оператор: Володимир Абрамович
- Композитор: Ісак Дунаєвський, Ісаак Любан